# Heavy Fuel
„Heavy Fuel“ je skladba britské rockové skupiny Dire Straits, která vyšla na jejich albu On Every Street v roce 1991.
Píseň se dostala na první místo v americké hitparádě Hot Mainstream Rock Tracks. To se předtím povedlo jediné jiné písni Dire Straits a to Money for Nothing.
V textu Knopfler ironicky vyzdvihuje ctnosti takových zlozvyků jako jsou cigarety, hamburgery, skotská, chtíč, peníze a násilí.
Fráze „You got to run on heavy fuel“ pochází z románu od Martina Amise Money, kterým je text inspirován.